# Шварцвальдський кінь
Шварцвальдський кінь або чорнолісовий кінь (нім. Schwarzwälder Kaltblut) — німецька порода міцних легкоупряжних коней.

## Характеристики породи

### Проміри
Шварцвальдський кінь — тягловий кінь від легкої до середньої ваги, мускулистий ваговоз з короткою та потужною шиєю. Голова коротка і суха, плечі похилі, круп широкий і м'язистий. Ноги без надмірного волосяного покриву, копита широкі й міцні. 

### Масть
Коні шварцвальдської породи мають лише одну руду масть з чималим різноманіттям контрастних відтінків в усій породі. Проте особлива увага приділена ігреневому та освітленому рудому відтінку рудої масті, також зустрічаються бурі та вугільно-руді коні. Навмисна селекція з комбінації темної короткої шерсті та білого довгого захисного волосся почалася ще в 1875 році й досягла максимального насиченого результату, багато представників цієї породи виглядають майже чорними, хоча генетично мають руду масть і фізіологічно рудий тип пігменту. Дослідження 250 коней цієї породи, опубліковане у 2013 році, підтверджує базову руду масть шварцвальдців і спростовує вплив інших мастей, таких як ірисова (а саме ірисово-ворона).

Зовнішній вигляд шварцвальдського коня
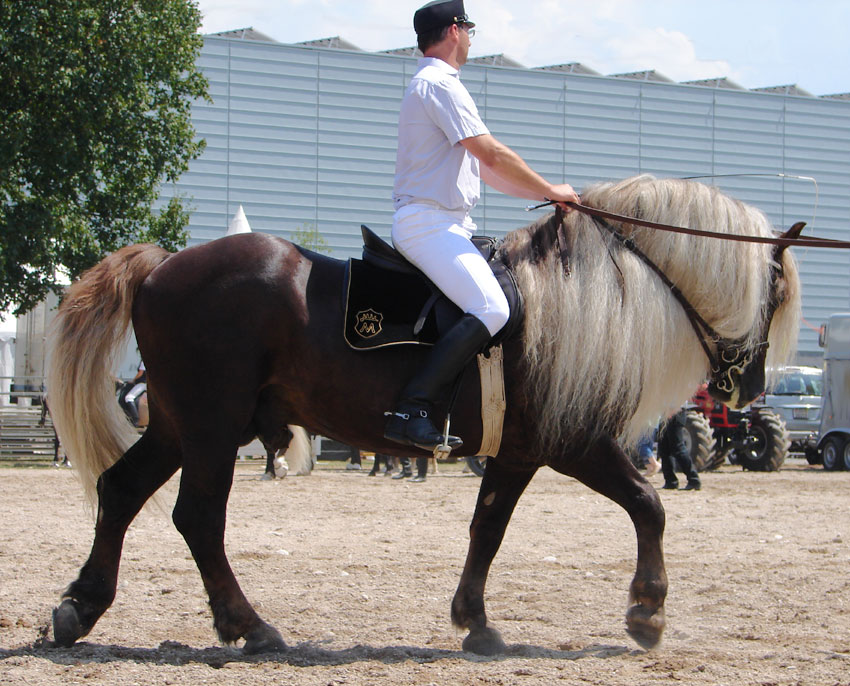
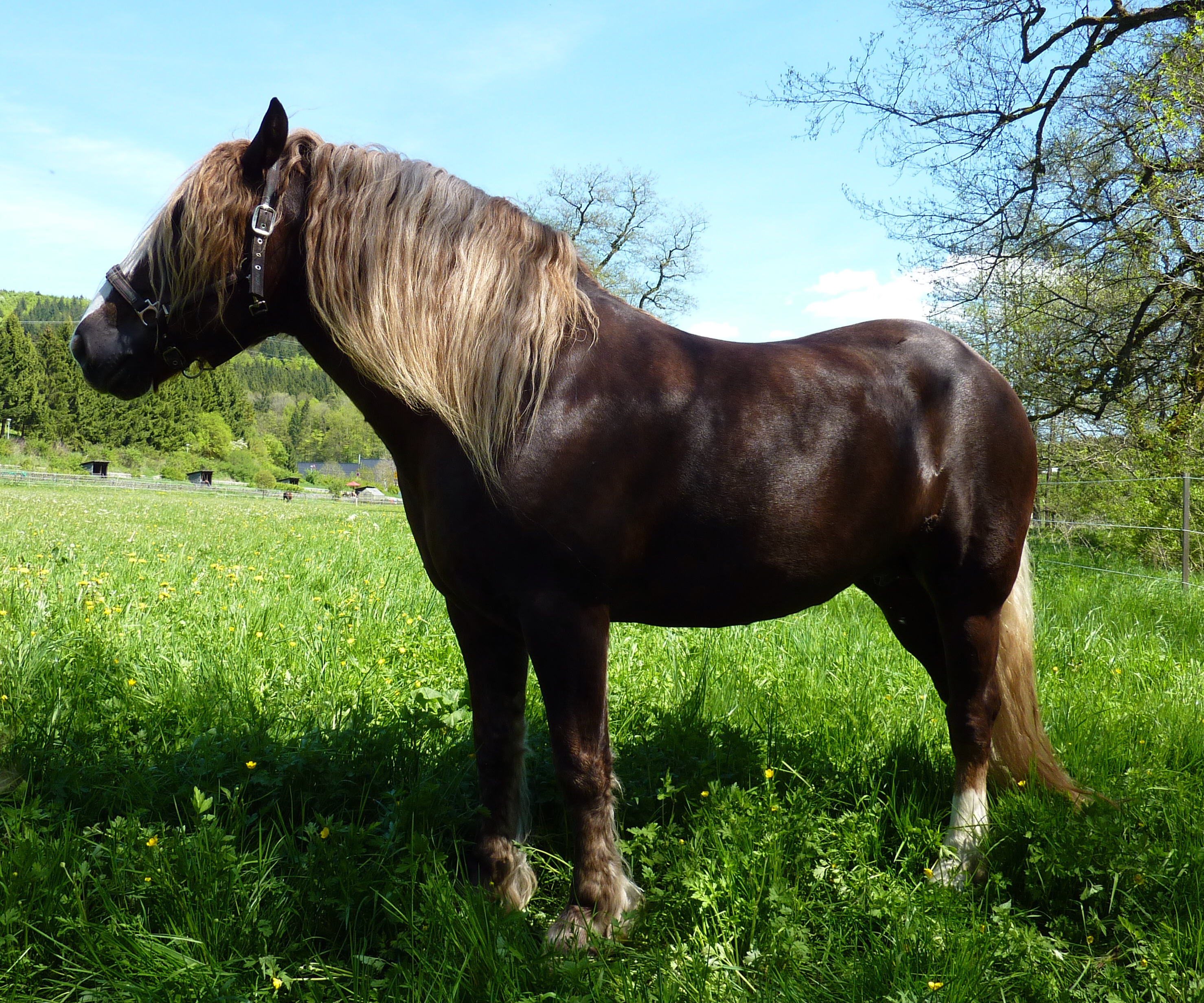
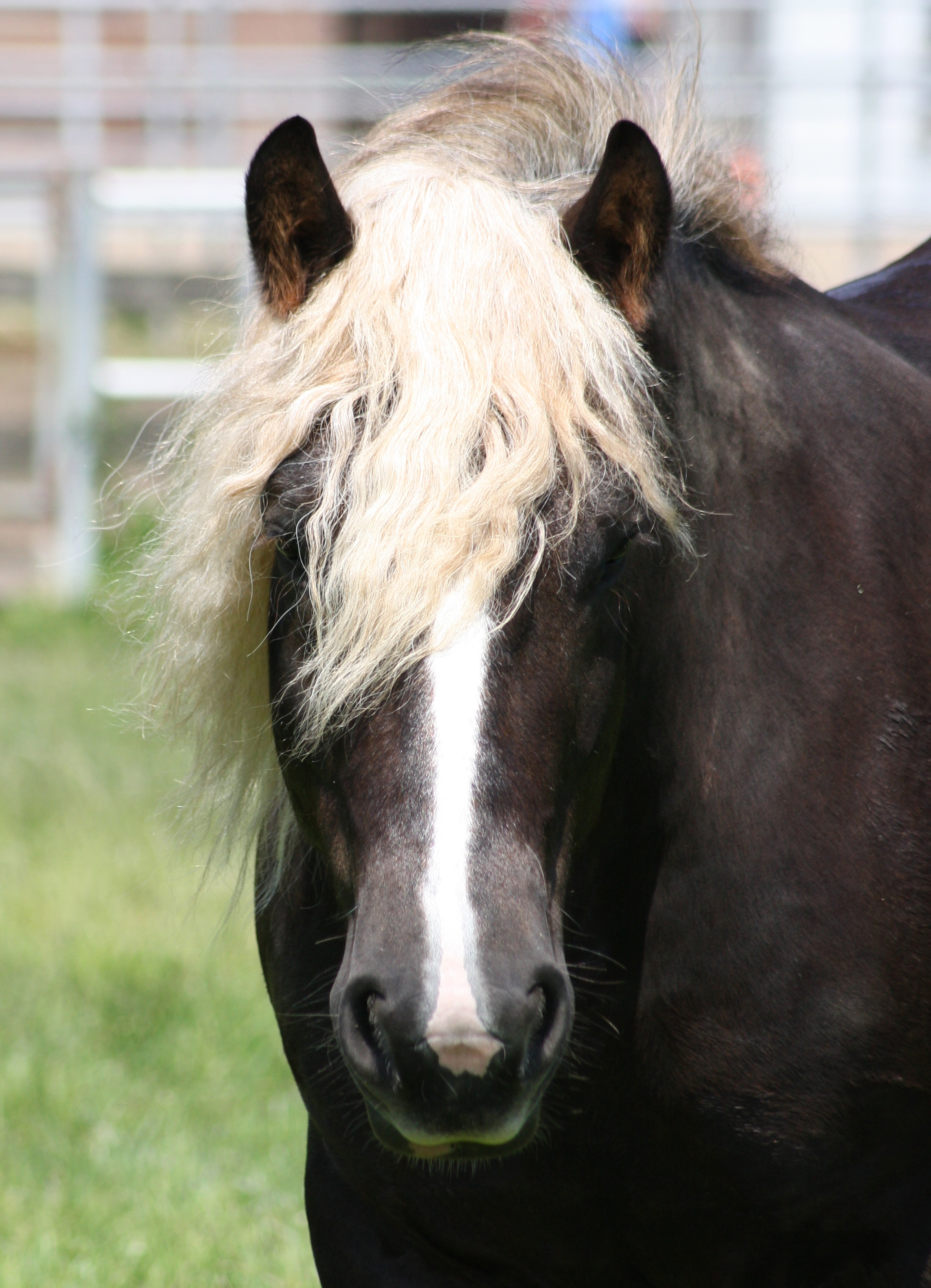
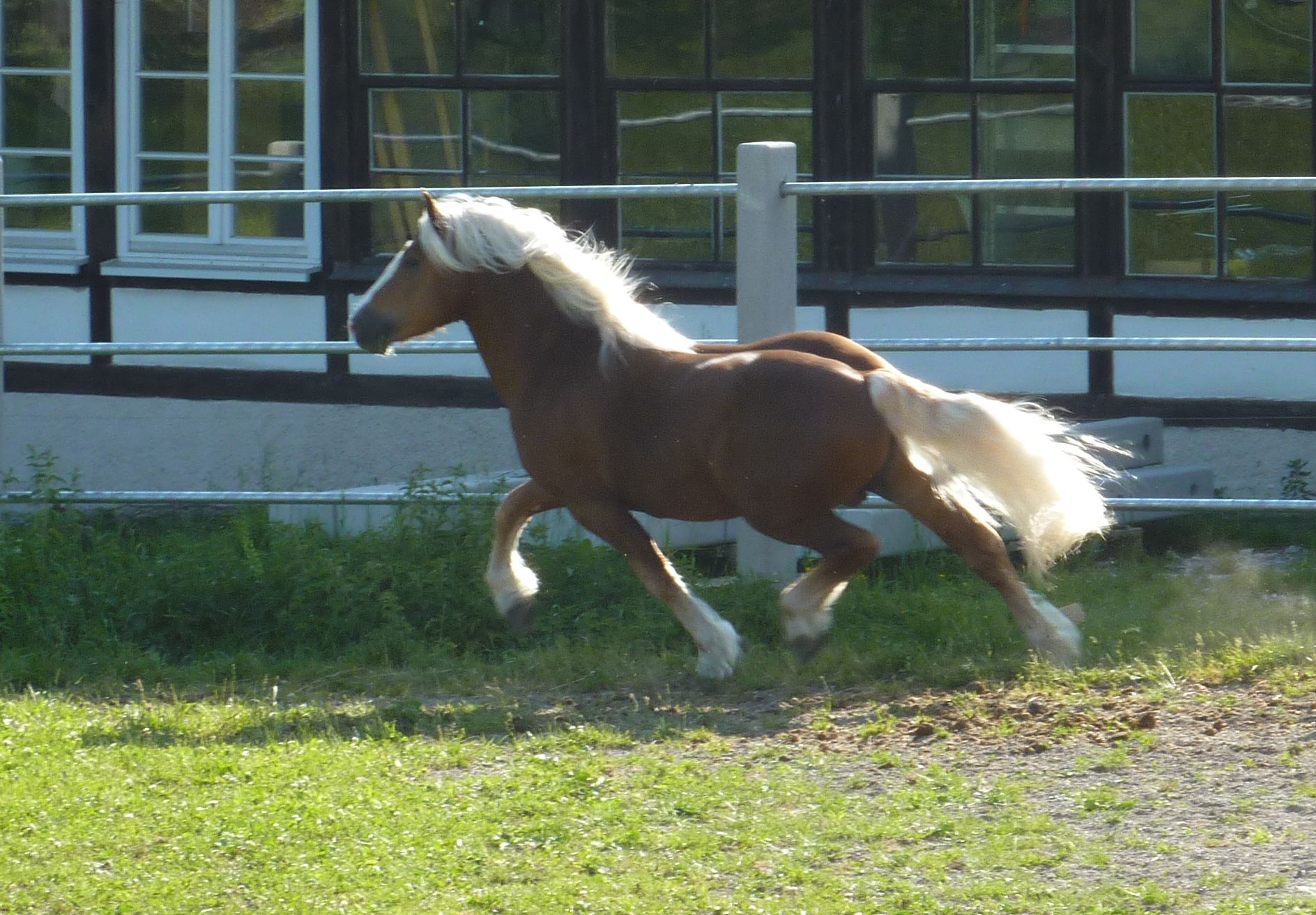
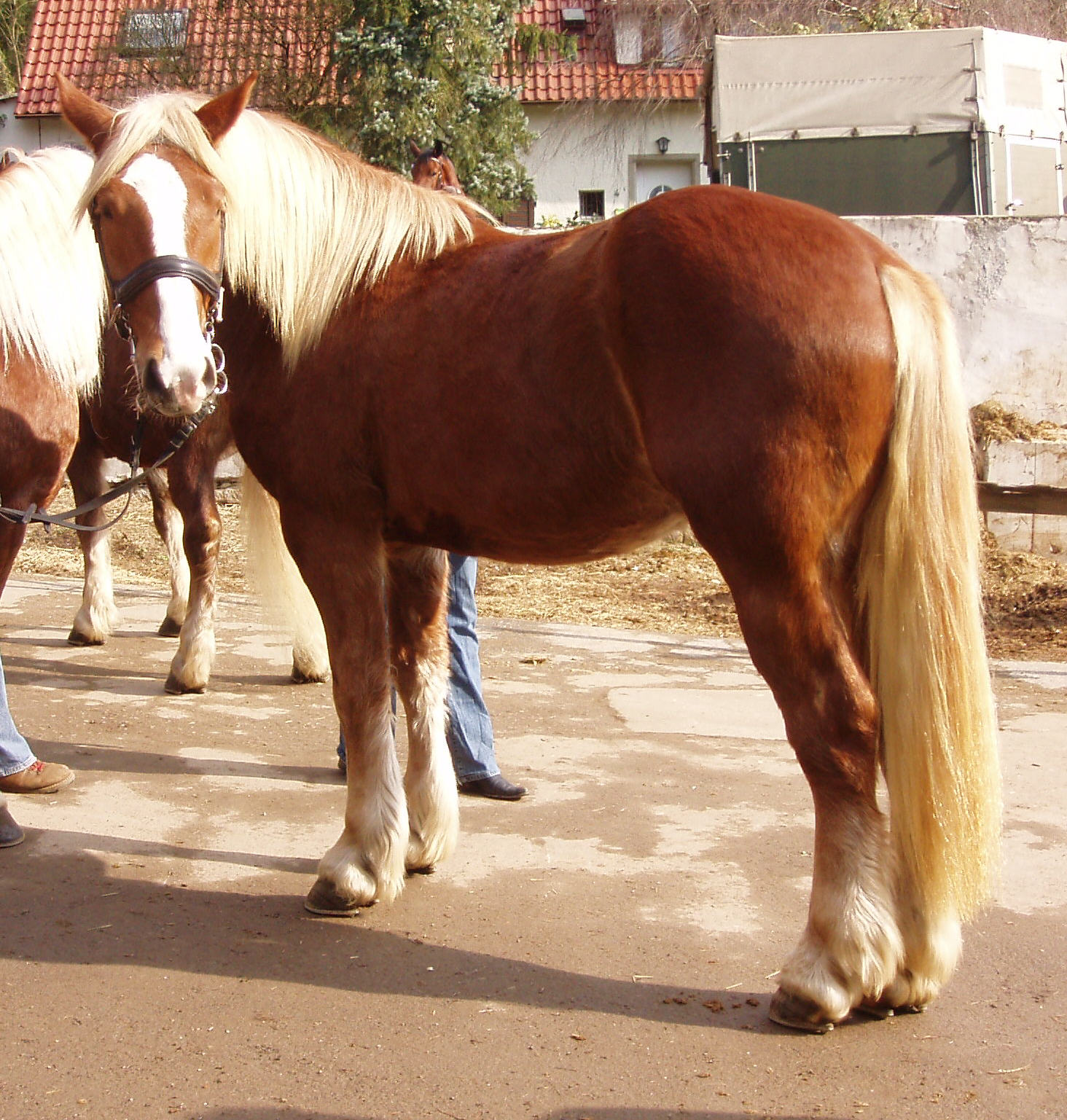
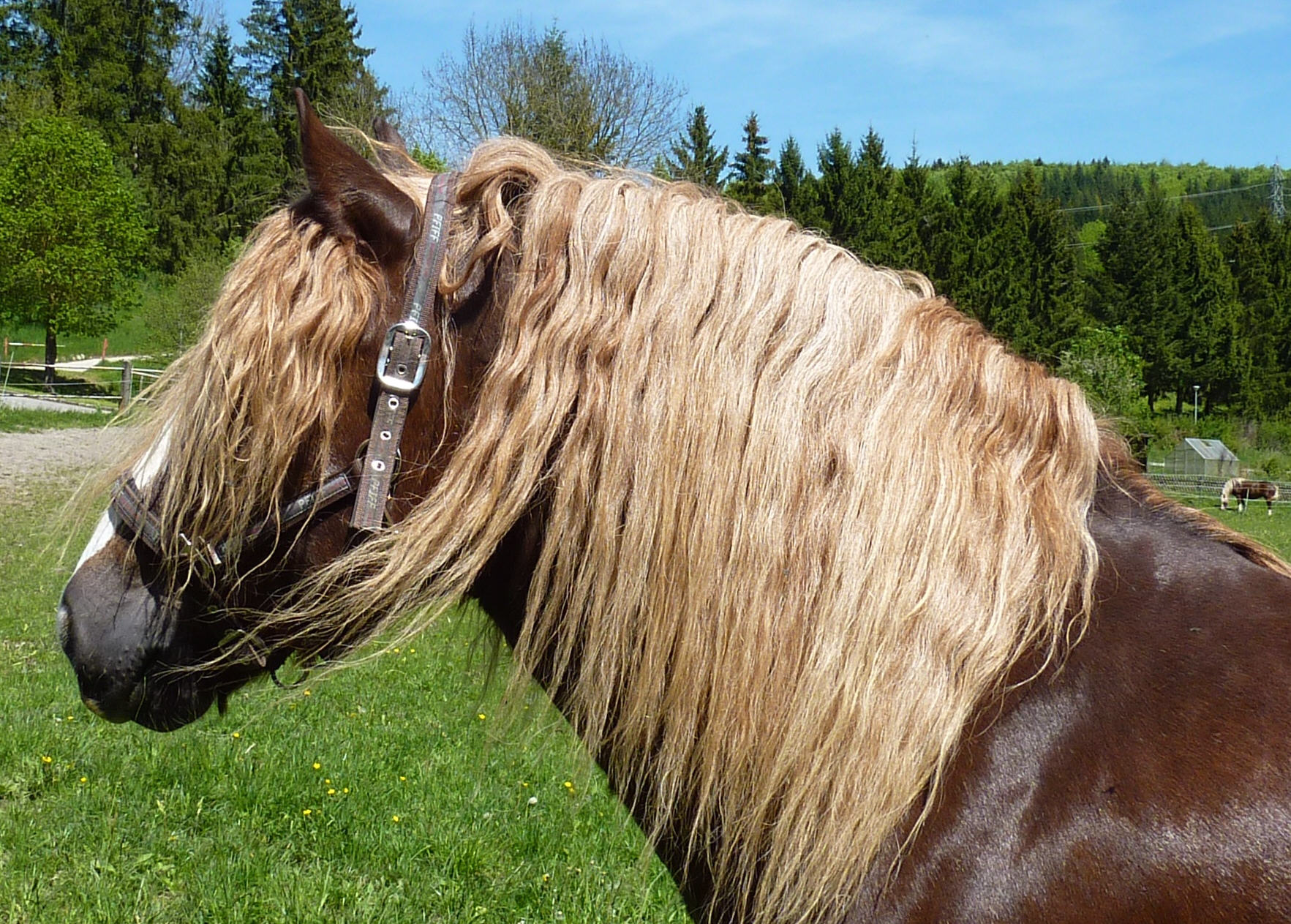

### Особливості
Шварцвальдський кінь спочатку був створений для роботи в сільському та лісовому господарстві; тепер його використовують в упряжі та все частіше як верхового коня.

Основні сфери застосування
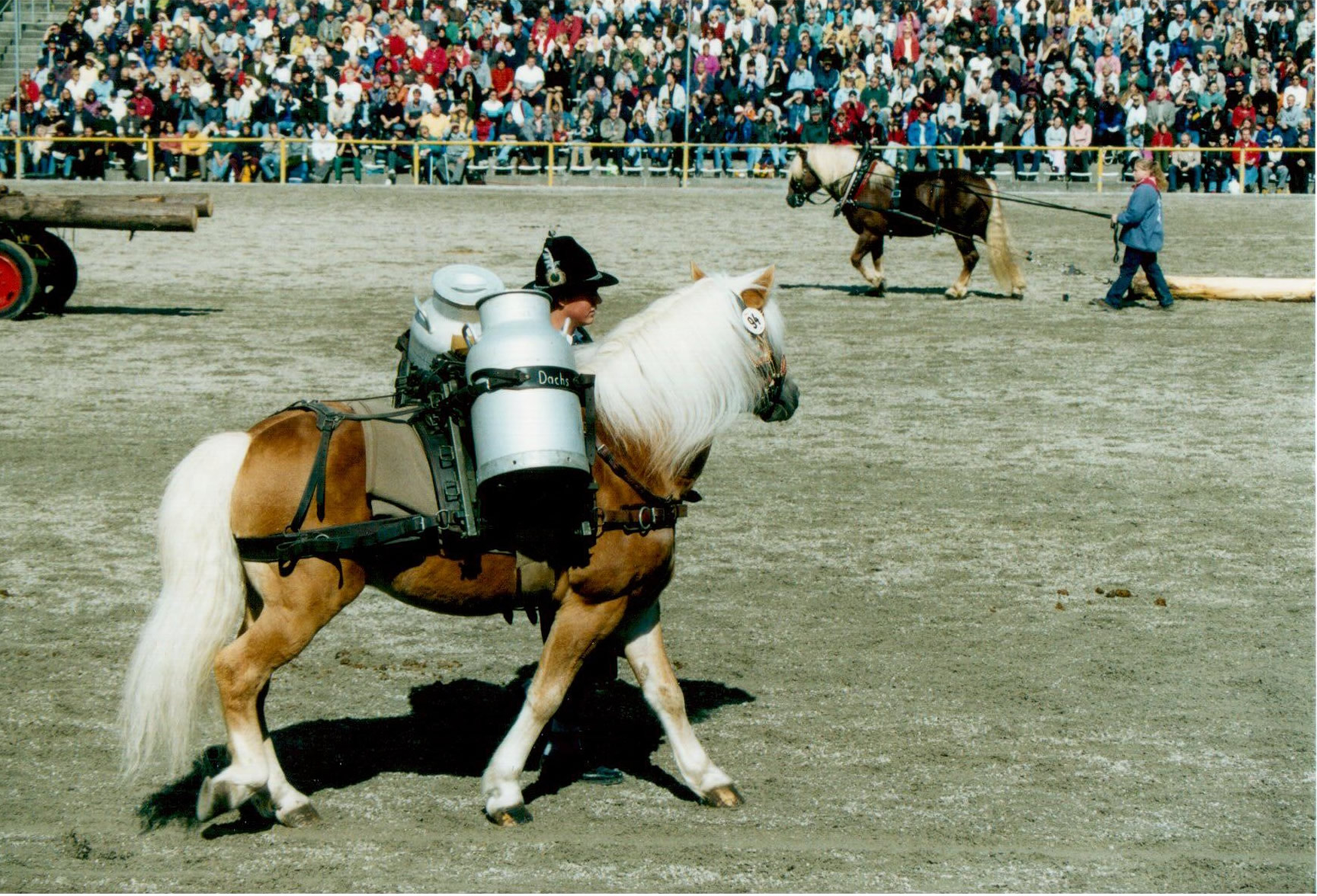
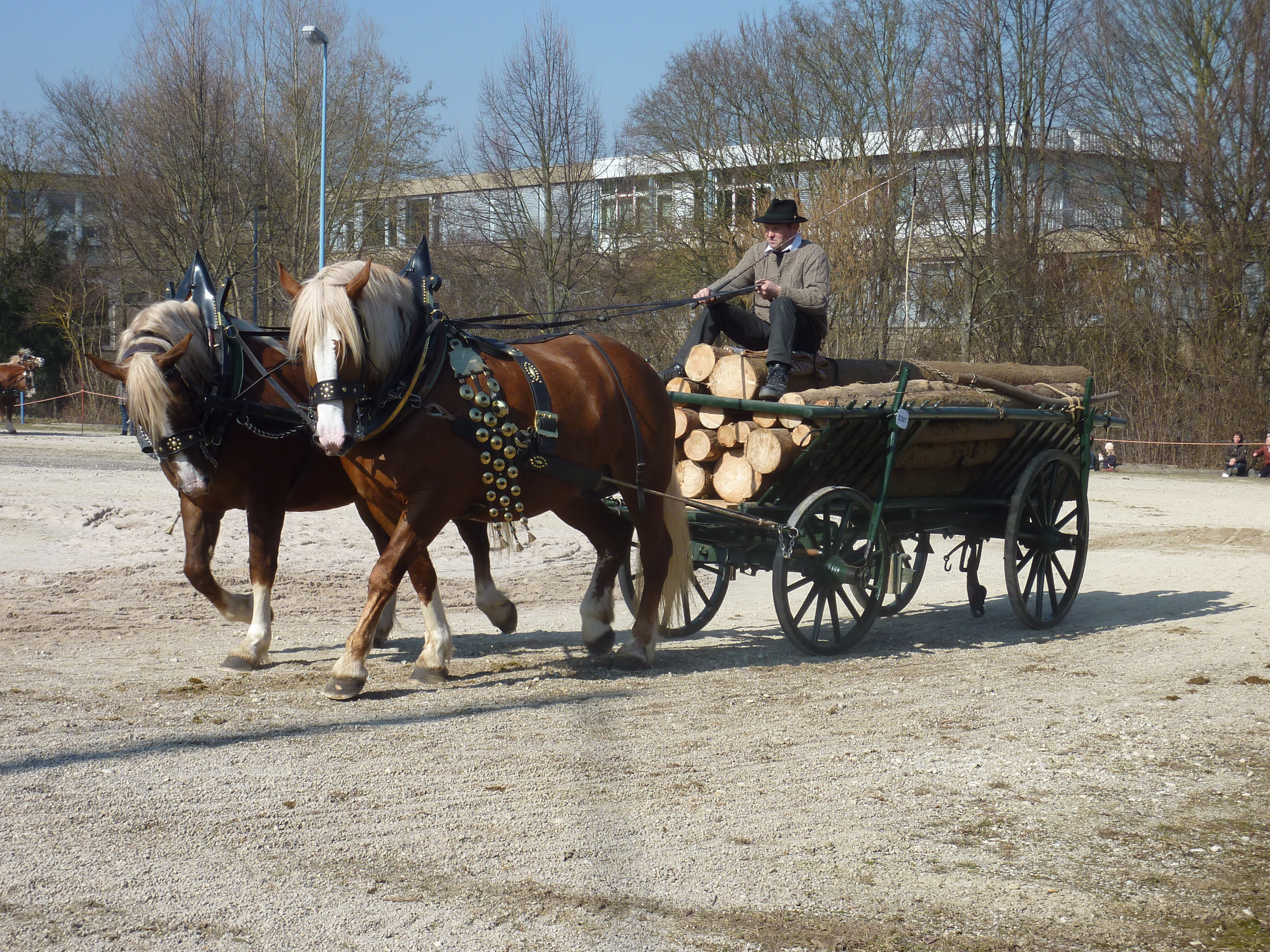
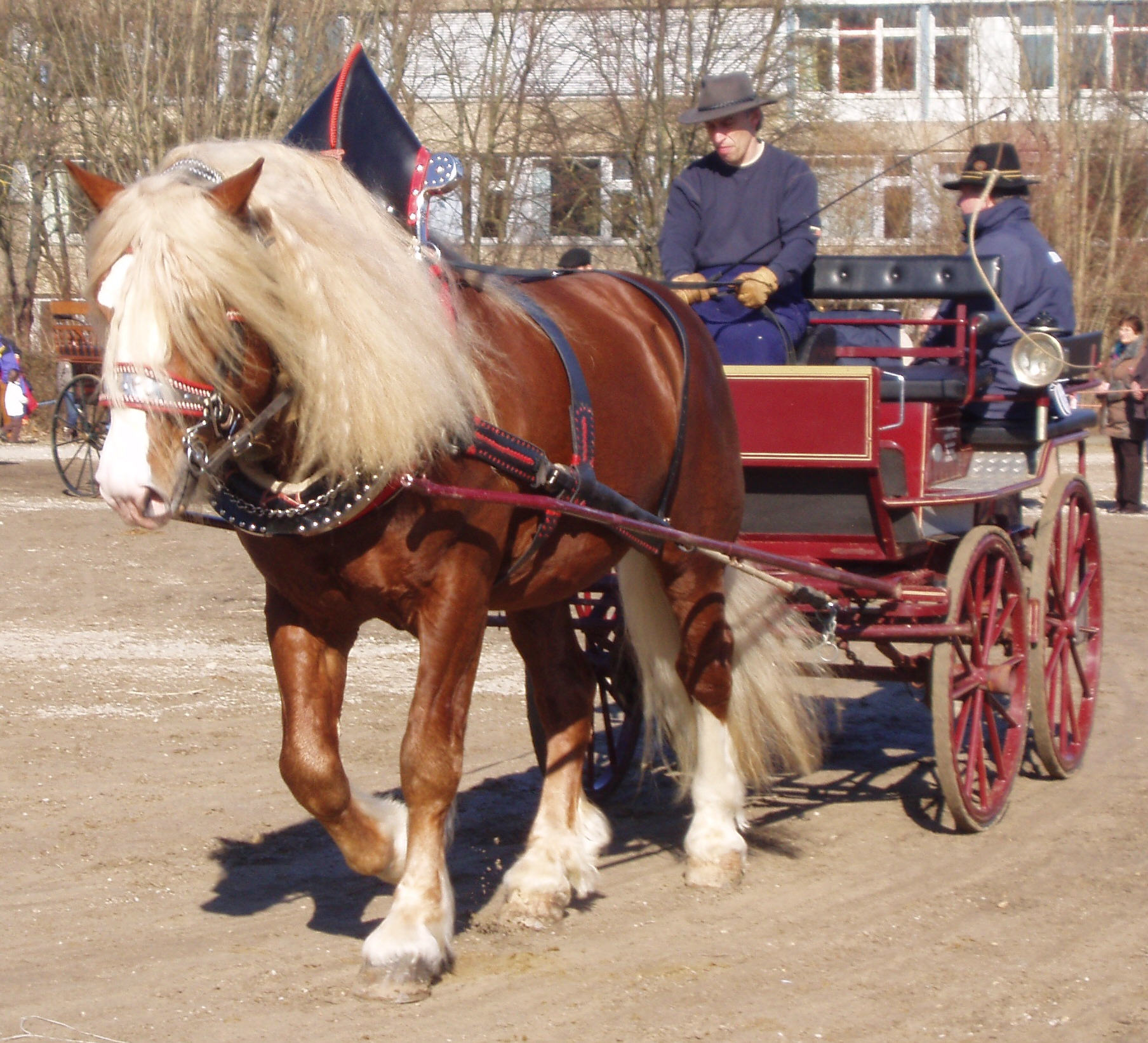
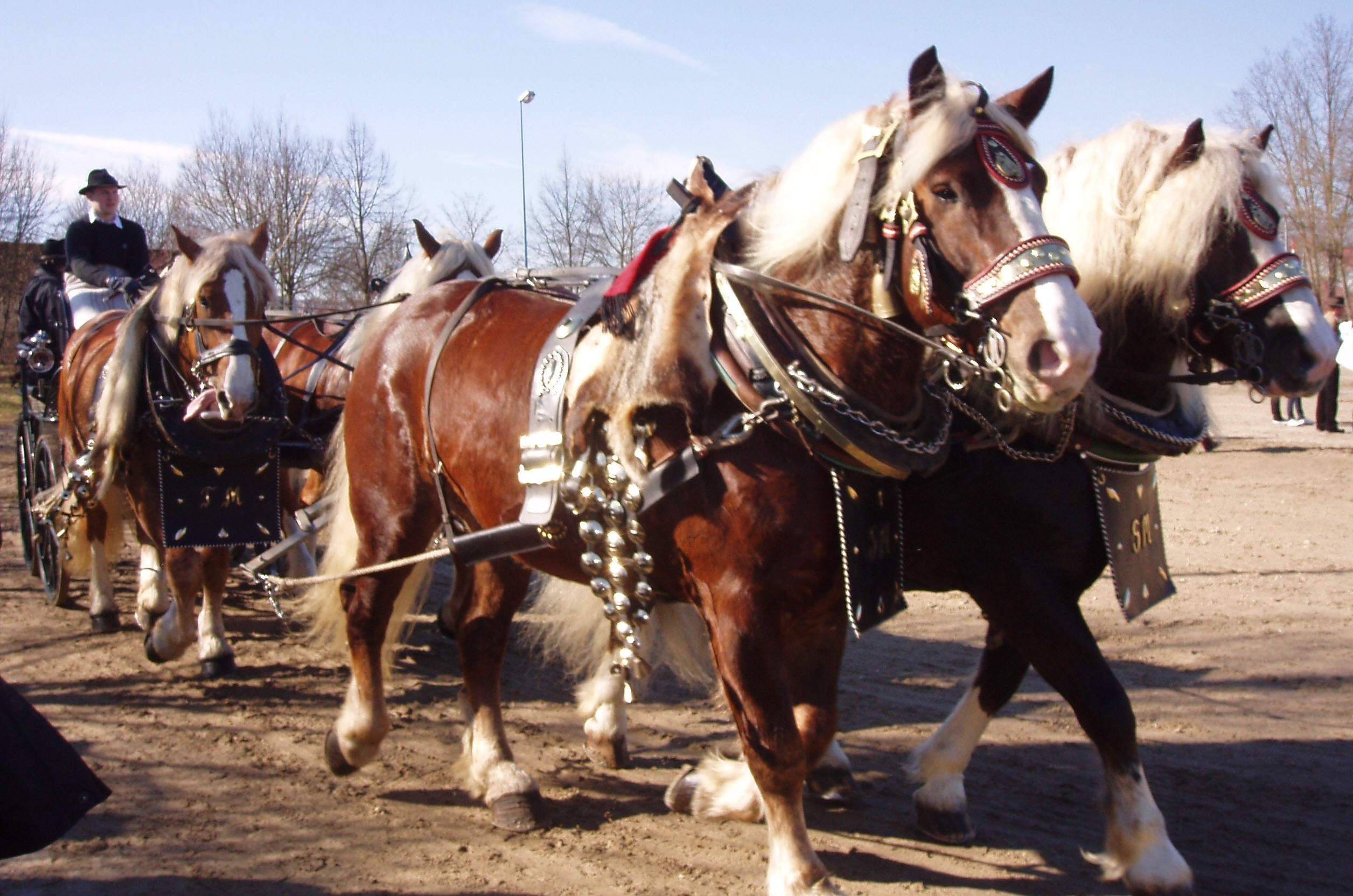
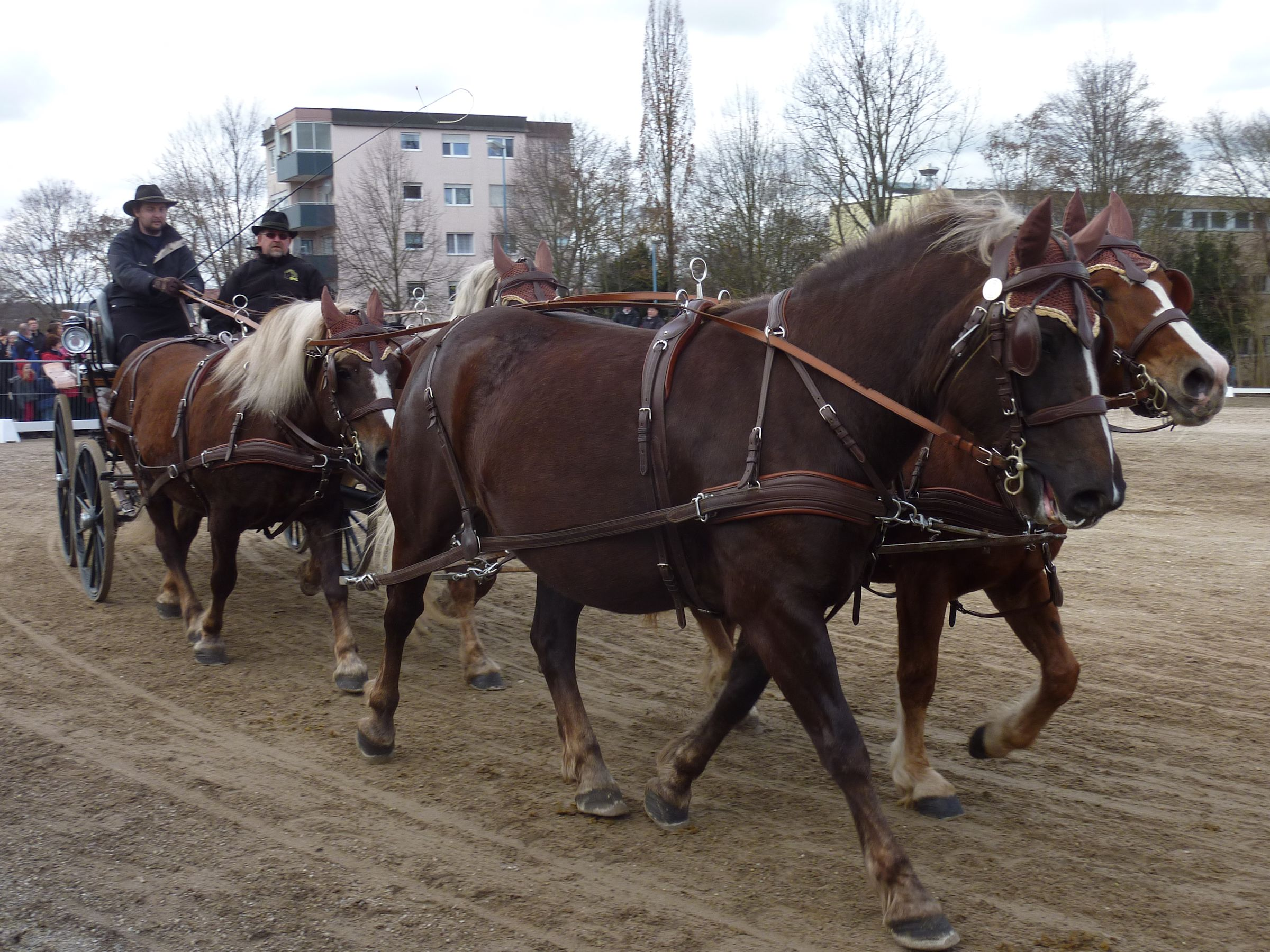
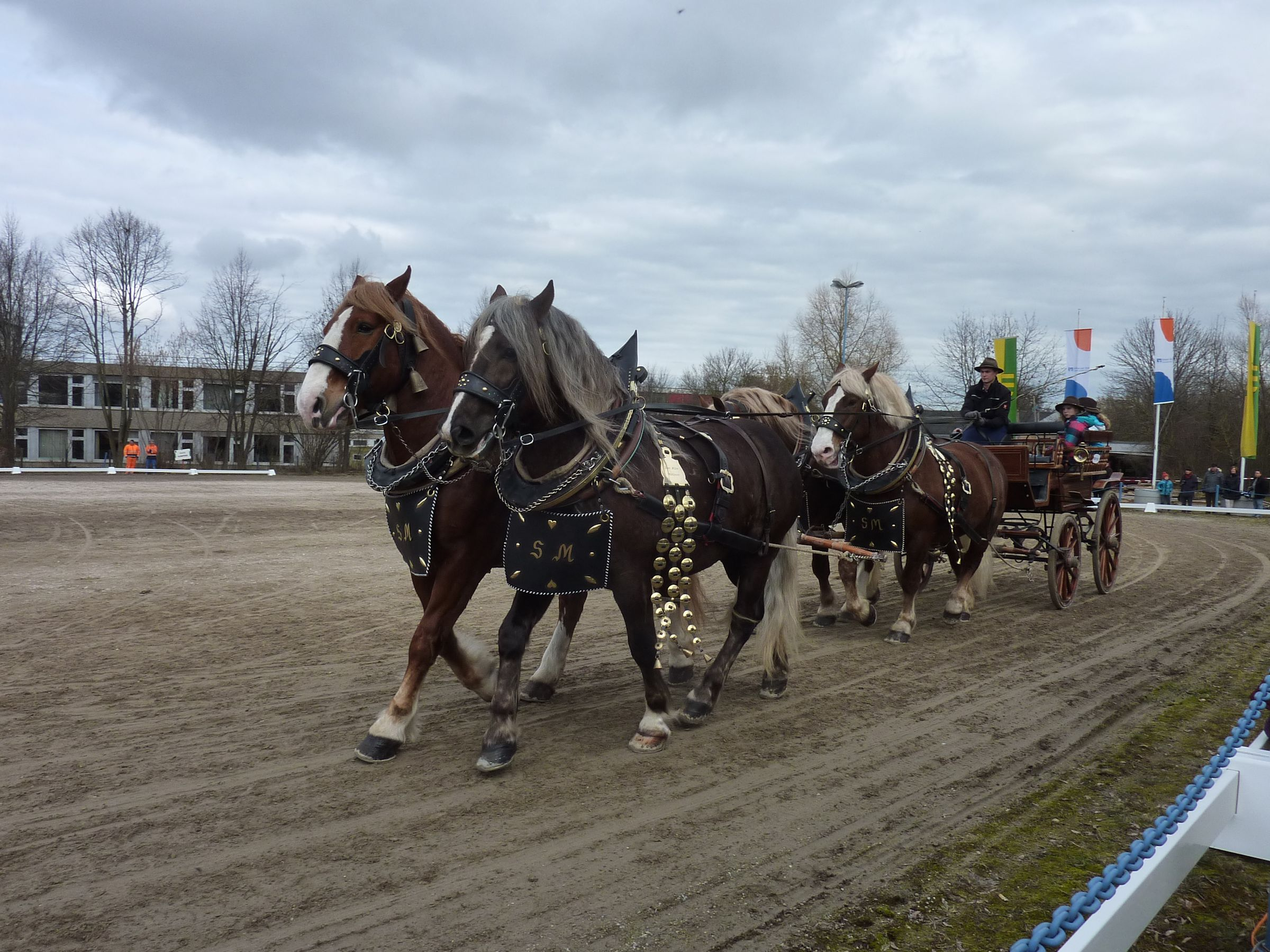
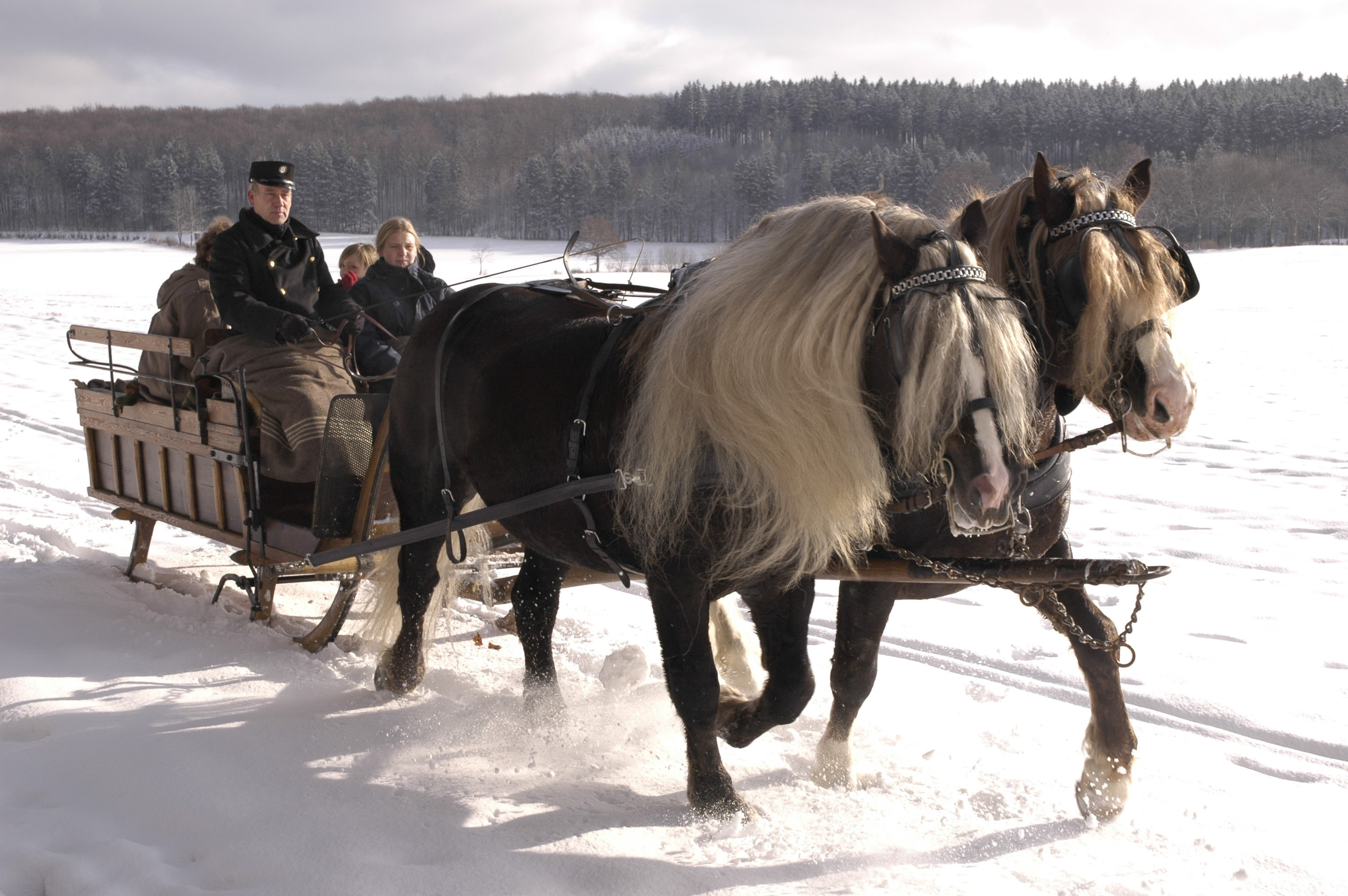
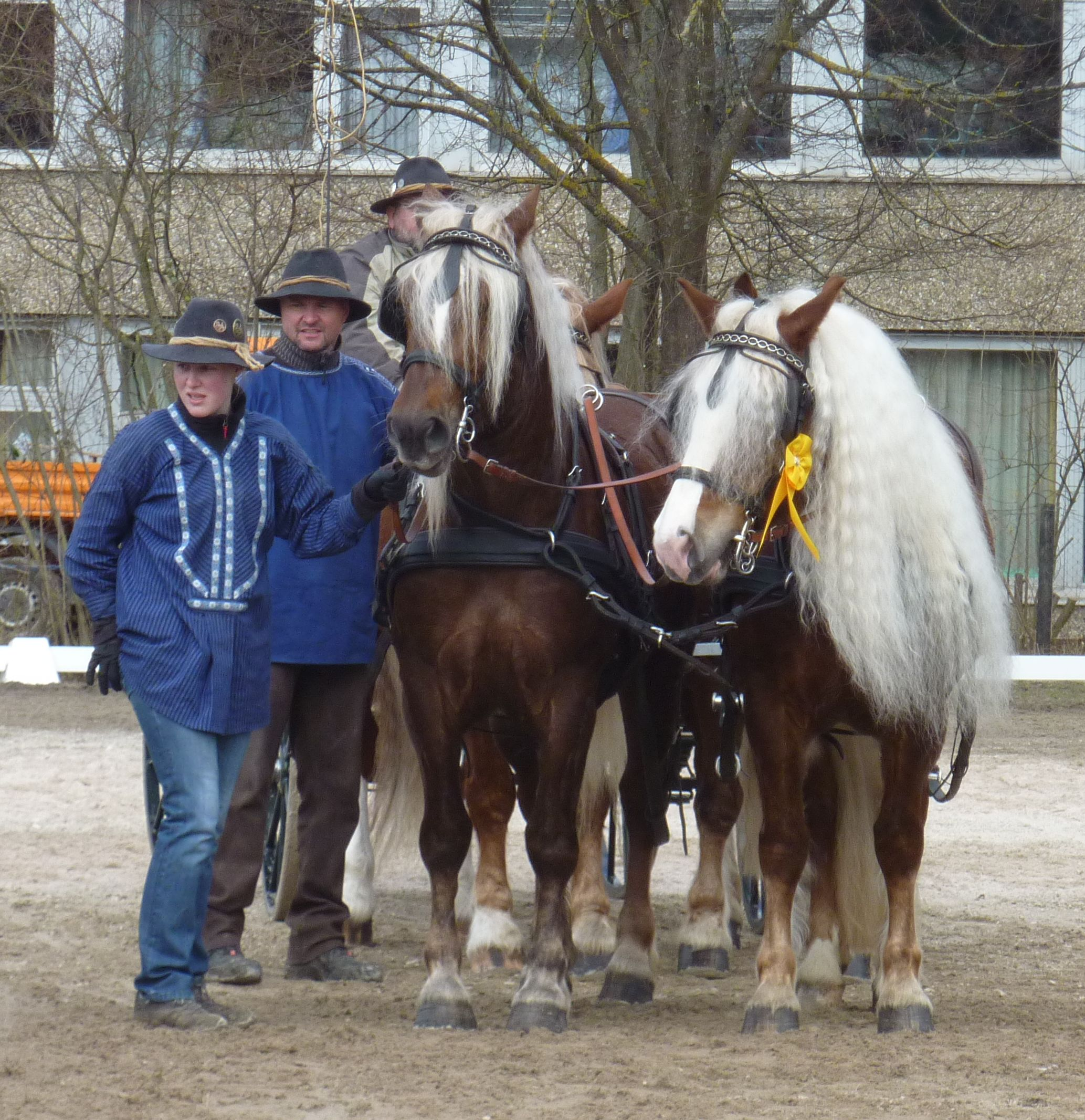

## Історія
Розведення коней у Шварцвальді — на території сучасної Баден-Вюртемберг — задокументовано з початку п’ятнадцятого століття в записах абатства Святого Петра у Шварцвальді. Тип важкого коня, Wälderpferd, використовувався для лісових і сільськогосподарських робіт, припускають, що від нього походить шварцвальдський кінь. Асоціація породи Schwarzwälder Pferdezuchtgenossenschaft була заснована в Санкт-Мергені в 1896 році, і того ж року було розпочато ведення племінної книги. У 1935 році його було об’єднано в загальну племінну книгу Бадена. Окреме ведення було відновлено після війни, у 1947 році, під керівництвом Франції. Асоціація шварцвальдських коней була повторно заснована в 1990-х роках. Після закінчення Другої світової війни було зареєстровано понад 1200 племінних кобил. З механізацією сільського господарства та транспорту попит на робочих коней стрімко впав, і до 1977 року кількість кобил впала нижче 160. У 2007 році й до сьогодні ФАО повідомляє про природоохоронний статус породи як «під загрозою зникнення».